# Thrash Rally
Thrash Rally (スラッシュ・ラリー Surasshu Rarī?) es un videojuego de carreras de rally con perspectiva de arriba hacia abajo desarrollado por ADK y lanzado por SNK Corporation para el sistema Neo Geo. Fue lanzado por SNK el 20 de diciembre de 1991 y sería seguido por un sucesor espiritual en 1996, Over Top.

## Jugabilidad
Los jugadores comienzan eligiendo un vehículo según su manejo, aceleración y velocidad general. El juego se juega desde una perspectiva general con la cámara enfocada en el auto del jugador en todo momento. Las carreras tienen lugar desde el Campeonato Mundial de Rally de 1992 y el Rally Dakar París-Ciudad del Cabo de 1992 con una variedad de terreno.
| Nombre (versión japonesa) | Nombre (versión de exportación) | Equivalente en la vida real         | Torneo de origen                                      |
| ------------------------- | ------------------------------- | ----------------------------------- | ----------------------------------------------------- |
| Lancian Deleta            | Blaster LX                      | Lancia Delta HF integrale 16v       | World Rally Championship                              |
| Toyot GT-Four             | Land Crusher                    | Toyota Celica GT-Four ST165         | World Rally Championship                              |
| Nissun GTI-R              | Warp ATV                        | Nissan Pulsar GTI-R                 | World Rally Championship, Japanese Rally Championship |
| Citraen ZX                | Turbo GT                        | Citroën ZX Rallye-Raid              | Dakar Rally                                           |
| Mitsuboshi                | Thunderjet                      | Mitsubishi Pajero                   | Dakar Rally                                           |
| Parsche 911               | OD 6000X                        | Dakar Porsche 911 4x4 (Porsche 953) | Dakar Rally                                           |
| Offroad Bike              | Offroad Bike                    | Yamaha YZE750T Super Ténéré         | Dakar Rally                                           |
| Sand Buggy                | Sand Buggy                      | Dune buggy                          | Dakar Rally                                           |
| Camion                    | Camion                          | Tatra 815                           | Dakar Rally                                           |

| World Championship Mode |
| --- |
| Stage 1 - Monte Carlo Rally, Mónaco |
| Stage 2 - Safari Rally, Kenia |
| Stage 3 - Acropolis Rally, Grecia |
| Stage 4 - 1000 Lakes Rally, Finlandia |
| Stage 5 - RAC Rally, Reino Unido |
| Stage 6 (Special) - 1992 Paris–Cape Town Dakar Rally, de Francia a Sudáfrica La sexta etapa aparecerá y será jugable solo para el ganador del primer lugar de las cinco etapas. |
| Dakar Paris–The Cape Mode |
| 1992 Paris–Cape Town Dakar Rally, de Francia a Sudáfrica La moto todoterreno, el Sand Buggy y el Camion están disponibles en este modo.                                         |

## Recepción
En Japón, Game Machine incluyó a Thrash Rally en su edición del 15 de diciembre de 1991 como el decimosexto juego de arcade popular de mayor éxito en ese momento. En lanzamiento, Next Generation revisó la versión Neo-Geo del juego, calificándola con una estrella de cinco y afirmó que "para diversión sin sentido, Rally Chase viene aproximadamente en el promedio". Famicom Tsūshin obtuvo para la versión Neo Geo un 22 sobre 40. Setsu de la revista francesa HardCore Gamers hizo una comparación con Micro Machines.